# Piccole sorelle dei poveri

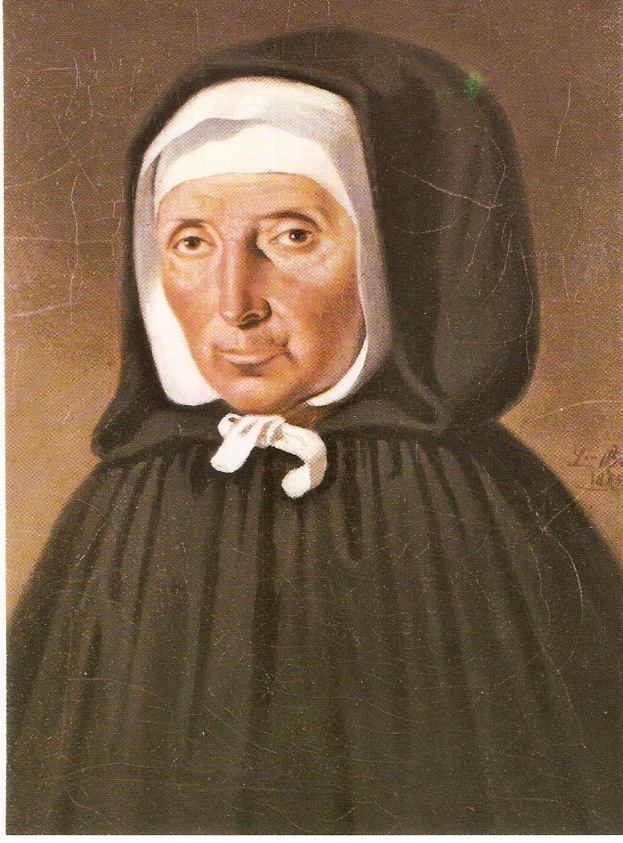
Jeanne Jugan, fondatrice delle piccole sorelle dei poveri

Le Piccole sorelle dei poveri (in francese  Petites sœurs des pauvres) sono un istituto religioso femminile di diritto pontificio: le suore di questa congregazione pospongono al loro nome la sigla P.S.D.P.

## Storia
Le origini della congregazione risalgono al 1839, quando Jeanne Jugan (1792-1879) accolse nella sua modesta casa di Saint-Servan-sur-Mer, in Bretagna, un'anziana donna cieca e sola: alla Jugan e alla sua prima collaboratrice si unirono presto altre due compagne e nel 1840 la comunità assunse carattere stabile.
La fraternità, dedita all'assistenza degli anziani poveri e degli infermi, il 29 agosto 1842 venne affiliata all'Ordine Ospedaliero di San Giovanni di Dio e venne approvata dal vescovo di Rennes il 29 maggio 1852.
L'istituto ricevette il pontificio decreto di lode il 9 luglio 1854 e le sue costituzioni vennero approvate definitivamente dalla Santa Sede il 1º marzo 1879.
La fondatrice, in religione madre Maria della Croce, è stata beatificata nel 1982 da papa Giovanni Paolo II e proclamata santa da papa Benedetto XVI l'11 ottobre 2009.

## Attività e diffusione
Le piccole sorelle dei poveri si dedicano principalmente all'assistenza materiale e spirituale degli anziani poveri.
Sono presenti in Africa (Algeria, Benin, Repubblica del Congo, Kenya, Nigeria), in America (Argentina, Canada, Cile, Colombia, Perù, Stati Uniti d'America), in Asia (Corea del Sud, Hong Kong, India, Malaysia, Filippine, Sri Lanka, Taiwan), in Europa (Belgio, Francia, Irlanda, Italia, Malta, Portogallo, Regno Unito, Spagna, Turchia) e in Oceania (Australia, Nuova Zelanda, Samoa). La sede generalizia è a Saint-Pern.
Al 31 dicembre 2005, la congregazione contava 2.885 religiose in 206 case.